# Michala Hartigová
Michala Hartigová (* 14. listopadu 1983, Pardubice) je česká basketbalová reprezentantka, mistryně Evropy z roku 2005, nastupuje na pozici pivot. Zúčastnila se také Olympijských her v roce 2004, hrála též na mistrovství Evropy 2011.

## Úspěchy
- 1. místo ME 2005
- 4. místo ME 2011
- 1. místo MSJ 2001
- 2. místo MEJ 2000
- 5. místo OH 2004
- 1. místo liga ČR 2005
- 3. místo liga ČR 2002, 2003, 2004